# Urtica cannabina
La ortiga de cáñamo (Urtica cannabina) es una especie de planta floral de la familia Urticaceae. Es nativa de Asia Central, Siberia, Mongolia y el norte y centro de China, y ha sido introducida en Ucrania, la Rusia europea y el Lejano Oriente ruso. Es una hierba perenne que mide entre 50 y 150 centímetros y se encuentra en una amplia variedad de hábitats, incluyendo aquellos alterados antropogénicamente.
En China se están realizando intentos de cultivarlo por su fibra.